# Szomália az 1984. évi nyári olimpiai játékokon
Szomália az egyesült államokbeli Los Angelesben megrendezett 1984. évi nyári olimpiai játékok egyik részt vevő nemzete volt. Az országot az olimpián 1 sportágban 7 sportoló képviselte, akik érmet nem szereztek.

## Atlétika
Férfi
| Versenyző                | Versenyszám | Előfutam      | Előfutam      | Előfutam      | Negyeddöntő | Negyeddöntő | Negyeddöntő | Elődöntő | Elődöntő | Elődöntő | Döntő   | Döntő    |
| Versenyző                | Versenyszám | Idő           | Hely.         | Össz.         | Idő         | Hely.       | Össz.       | Idő      | Hely.    | Össz.    | Idő     | Helyezés |
| ------------------------ | ----------- | ------------- | ------------- | ------------- | ----------- | ----------- | ----------- | -------- | -------- | -------- | ------- | -------- |
| Ibrahim Okash            | 400 m       | 47,91         | 7.            | 57.           | kiesett     | kiesett     | kiesett     | kiesett  | kiesett  | kiesett  | kiesett | kiesett  |
| Abdi Bile                | 1500 m      | 3:40,72       | 4.            | 15.           |             |             |             | kizárták | kizárták | kizárták | kiesett | kiesett  |
| Abdi Bile                | 800 m       | 1:46,92       | 2.            | 12.           | 1:46,49     | 5.          | 20.         | kiesett  | kiesett  | kiesett  | kiesett | kiesett  |
| Jama Mohamed Aden        | 800 m       | 1:48,64       | 4.            | 38.           | kiesett     | kiesett     | kiesett     | kiesett  | kiesett  | kiesett  | kiesett | kiesett  |
| Jama Mohamed Aden        | 1500 m      | 3:46,80       | 5.            | 29.           |             |             |             | kiesett  | kiesett  | kiesett  | kiesett | kiesett  |
| Ali Mohamed Hufane       | 5000 m      | nem ért célba | nem ért célba | nem ért célba |             |             |             | kiesett  | kiesett  | kiesett  | kiesett | kiesett  |
| Mohiddin Mohamed Kulmiye | 10 000 m    | 29:37,93      | 11.           | 32.           |             |             |             |          |          |          | kiesett | kiesett  |
| Ahmed Mohamed Ismail     | Maraton     |               |               |               |             |             |             |          |          |          | 2:23:27 | 47.      |
| Abdul Lahij Ahmed        | Maraton     |               |               |               |             |             |             |          |          |          | 2:44:39 | 73.      |